# 東一宮駅
東一宮駅（ひがしいちのみやえき）は、かつて愛知県一宮市にあった名古屋鉄道一宮線の終着駅（廃駅）である。

## 歴史
名古屋鉄道（名鉄）の前身会社である名古屋電気鉄道は、元々名古屋市内における路面電車（市電）の運営を行っていた会社であったが、後に当時アメリカで発展を見せていたインターアーバン（都市間電車）の流儀にならい、尾張北西部地域に「郡部線」と呼ばれる、現在の名鉄が営業している各地方路線を建設していく事になった。その最初の建設路線群の一つとして選ばれたのが、市街外れに設けられた押切駅を起点として、岩倉駅を経由し一宮に至る「一宮線」であった。1910年に押切駅 - 枇杷島駅間が開業したのをきっかけに順次路線を延ばしていき、1913年までにこの東一宮駅までが全線複線の路線として開業した。この時は、名古屋電気鉄道の中でも最重要路線として位置づけられ、名古屋駅 - 尾張一宮駅間で並行する東海道本線に比べても、距離こそ遠回りであったが、本数では格段の差があり、多くの乗客が移行した為、東一宮駅は市の中心にある重要な駅として位置づけられるようになった。
しかし1928年に現在の名古屋本線の北部に当たる枇杷島橋駅 - 新一宮駅（現、名鉄一宮駅）間が名岐線として全通すると、距離的に短いそちらのルートが本線とされたため、一宮線の岩倉駅 - 東一宮駅間は衰退を見せることになった。1935年には名岐線新一宮駅 - 新笠松駅（現・笠松駅）間も開通し、名古屋・岐阜間を結ぶ特急や急行電車が頻発運行されるようになると、いっそうその流れは進んだ。後に岩倉駅以南が犬山線に編入され、一宮線は岩倉駅 - 東一宮駅間に短縮された。それでも尾張北部地域における連絡を図る路線として、ある程度の需要は存在したため、犬山線経由で名古屋方面から直通する急行電車も設定された。戦時中には不要不急線の資材を搬出する必要から、一宮線は単線化されている。
戦後、モータリゼーションの発展に伴い、支線のバス化が積極的に推し進められる中、国道22号線名岐バイパスの建設に伴い、交差部の高架化か廃線かの判断を迫られ、最終的には一宮線は1965年4月25日をもってバス転換の上で廃止することとされ、東一宮駅の灯も消えることとなった。

### 年表
- 1913年（大正2年）1月25日 - 開業
- 1960年（昭和35年）12月1日 - 貨物営業廃止[1]。
- 1965年（昭和40年）4月25日 - 廃止

## 駅構造
廃止直前には、線路1本の単純な折り返し駅構造になっていたが、線路の両側にプラットホームがある、終着駅の風格を備えたものになっていた。駅舎は木造で、廃止時まで「東一宮驛」と旧字体での表記がなされていた。
駅には併設してバスターミナルが設けられ、交通の接点としても機能していた。新一宮駅と国鉄の尾張一宮駅（この当時は共同使用駅）へは、徒歩7 - 10分程度の距離であった。

### 配線図
| ← 岩倉方面                                        | 東一宮駅 構内配線略図 |  |
| 凡例 出典: 破線および薄色のホームは複線時代の構造 |                       |  |

## 現況
東一宮駅の廃止後もバスターミナルは残っており、駅跡には丸栄と名鉄百貨店の共同出資で名鉄丸栄百貨店が建てられ、後に丸栄の提携解消で一宮名鉄百貨店（現・名鉄百貨店一宮店）と改称したが、2000年に同店が名鉄一宮駅併設の現在地に移転したため取り壊され、バスターミナルも名鉄一宮駅前に移転している（名鉄一宮駅バスターミナルを参照のこと）。
また、一宮線から転換されたバスは現在も名鉄一宮駅－岩倉駅間を結んでおり、尾張一宮駅前の次に「一宮名鉄百貨店前」のバス停が存在したが、同店の移転後はバス停名称が再び「東一宮」に戻された。現在では東一宮駅の跡地にはマンションが建設されている。